# 사상구의회
사상구의회는 부산광역시 사상구 지역을 관할하는 기초의회이다.